# Methylpentyldisulfid
Methylpentyldisulfid ist eine chemische Verbindung aus der Gruppe der Disulfide.

## Vorkommen
Methylpentyldisulfid kommt natürlich in Schnittlauch vor.

## Eigenschaften
Methylpentyldisulfid ist eine gelbliche Flüssigkeit mit schwefligem Geruch, die unlöslich in Wasser ist.